# Aeschnophlebia anisoptera
Aeschnophlebia anisoptera är en trollsländeart som beskrevs av Selys 1883. Aeschnophlebia anisoptera ingår i släktet Aeschnophlebia och familjen mosaiktrollsländor. Inga underarter finns listade i Catalogue of Life.